# Phaeocedus
Genre
Phaeocedus est un genre d'araignées aranéomorphes de la famille des Gnaphosidae.

## Distribution
Les espèces de ce genre se rencontrent en écozone paléarctique.

## Liste des espèces
Selon World Spider Catalog (version 22.5, 05/12/2021) :
- Phaeocedus braccatus (L. Koch, 1866)
- Phaeocedus fedotovi Charitonov, 1946
- Phaeocedus hebraeus Levy, 1999
- Phaeocedus mikha Levy, 2009
- Phaeocedus similaris Chatzaki, 2021
- Phaeocedus vankeeri Chatzaki, 2019

## Publication originale
- Simon, 1893 : Histoire naturelle des araignées. Paris, vol. 1, p. 257-488 (texte intégral).